# Rock on the Range
Rock on the Range es un festival de rock en el que actúan algunos de los grupos hard rock, rock alternativo y metal más importantes hoy en día, siempre con un grupo clásico como cabeza de cartel.
El festival empezó siendo en el "Columbus Crew Stadium" en Columbus, Ohio, pero un par de años después decidieron dividirlo y llevarlo también al "Canad Inns Stadium" en Winnipeg, Manitoba. 

## Columbus
El primer Rock on the Range se realizó el 19 de mayo de 2007 en el Columbus Crew Stadium. Se vendieron todas las entradas. El festival empezó sobre el mediodía y terminó a las 11:00 PM. Debido al éxito que se consiguió, decidieron convertir el festival en un evento anual en el mismo estadio.
El segundo festival lo ampliaron a 2 días en el fin de semana del 17 y 18 de mayo de 2008. El festival reunió a los Stone Temple Pilots para actuar por primera vez en 7 años y así terminar con el hiato que habían decidido realizar.
El festival de 2009 también abarcó 2 días en el fin de semana del 16 y 17 de mayo de 2009. El cartel, fue anunciado en la página oficial del Rock on the Range el Viernes 13 de febrero de 2009.
El festival arrastra todos los años en torno a los 30.000 fanes cada día al estadio Columbus Crew. En 2007 y 2008 montaron 2 escenarios: El escenario principal, que está dentro del estadio en el campo de fútbol y el segundo escenario, que está montado en el parking justo fuera del estadio. Para el 2009, añadieron un tercer escenario, el escenario Jagermeister. Lo montaron fuera del estadio, igual que el segundo.
El precio de las entradas varían entre los 50$ y 65$ por día, dependiendo de si quieres campo o grada.

### Cartel del 2007
(Sábado, 19 de mayo)
- ZZ Top
- Evanescense
- Hinder
- Chevelle
- Three Days Grace
- Buckcherry
- Breaking Benjamin
- Papa Roach
- Puddle of Mudd
- Black Stone Cherry
- Operator
- Whitestarr
- 2Cents

### Cartel del 2008
| Día 1 (Sábado, 17 de mayo) - Stone Temple Pilots - Disturbed - Staind - Killswitch Engage - Serj Tankian - Shinedown - Finger Eleven - Filter - 10 Years - Red - Theory of a Deadman - Airbourne - Ashes Divide - Drive A | Día 2 (Domingo, 18 de mayo) - Kid Rock - 3 Doors Down - Papa Roach - Seether - Flyleaf - Alter Bridge - Five Finger Death Punch - Sevendust - Drowning Pool - BobaFlex - Black Tide - Rev Theory - Saving Abel |

### Cartel del 2009
| Día 1 (Sábado, 16 de mayo) - Slipknot - Alice In Chains - Korn - Chevelle - Atreyu - Flyleaf - Saliva - Static-X - All That Remains - Hurt - Loaded - Black Stone Cherry - Rev Theory - Veer Union - X Factor 1 - Crooked X - Halestorm - Early Pearl - Leo Project | Día 2 (Domingo, 17 de mayo) - Mötley Crüe - Avenged Sevenfold - Buckcherry - Shinedown - The Used - Saving Abel - Clutch - Blue October - Hoobastank - Billy Talent - Pop Evil - Sick Puppies - Framing Hanley - Royal Bliss - Cavo - Adelitas Way - Burn Halo - Charm City Devils - Drive A |

### Cartel del 2010
| Día 1 (Sábado, 22 de mayo) - Godsmack - Three Days Grace - Rise Against - Deftones - Papa Roach - Killswitch Engage - Puddle of Mudd - Skillet - Apocalyptica - Halestorm - Adelitas Way - Helmet - Cold - Violent Soho - Twin Method - Taddy Porter - Richy Nix | Día 2 (Domingo, 23 de mayo) - Rob Zombie - Limp Bizkit - Slash - Seether - Five Finger Death Punch - Drowning pool - Sevendust - Coheed and Cambria - Bullet For My Valentine - Mastodon - Airbourne - Escape the Fate - Mushroomhead - Anberlin - Janus - Year Long Disaster - Shaman's Harvest |

Date Playing TBA
- Theory of a Deadman
- Nonpoint
- Like A Storm
- Noise Auction

## Winnipeg
El 13 de febrero de 2009, Rock on the Range anunció que el festival viajaría a Winnipeg, Manitoba y que se realizaría en el Canad Inns Stadium. El festival fue el sábado 27 de junio de 2009. El tiempo durante el festival no acompañó a los miles de fanes. La nube y las lluvias, le hicieron ganarse el apodo de Rock in the Rain (Rock en la lluvia). Después de la actuación de Rise Against, se anunció que Rock on the Range volvería a Winnipeg en 2010.
Rock On The Range Canada 2010 tendrá lugar el 7 de agosto de 2010. El 19 de marzo se anunció que el festival ha llegado a un acuerdo con Manitoba Telecom Services para ser el patrocinador oficial del Rock on the Range hasta 2012. El nuevo nombre que se le dará al festival será "MTS Rock On The Range Canada"

### Cartel del 2009
(Sábado, 27 de junio)
- Billy Talent
- Rise Against
- Rancid
- Theory of a Deadman
- Shinedown
- Thornley
- Blue October
- Die Mannequin
- Anvil
- Silverstein
- Inward Eye
- Hollywood Undead
- Pop Evil
- Age of Daze
- Sick Of Sarah

### Cartel del 2010
(Sábado, 7 de agosto)
- Stone Temple Pilots
- Godsmack
- Three Days Grace
- Buckcherry
- Alice in Chains
- Finger Eleven
- The Trews
- Crash Karma
- Clutch
- Rev Theory
- Danko Jones
- The Arkells
- Domenica